# Sepsi Sfântu Gheorghe
Asociația Club Sportiv Sepsi OSK Sfântu Gheorghe, znany również jako Sepsi Sfântu-Gheorghe – rumuński klub piłkarski, z siedzibą w Sfântu Gheorghe, obecnie gra w Liga I.

## Historia
Sepsi Sfântu Gheorghe został założony w 2011 roku, kontynuując tradycję piłki nożnej w Sfântu Gheorghe, po rozwiązaniu Oltul Sfântu Gheorghe. OSK oznacza Oltul Sport Klub, a właściciel drużyny jest zadeklarowanym fanem dawnego OSK. 
W pierwszym sezonie po założeniu/reaktywacji (2011/12) Sepsi wygrało rozgrywki 5 Ligi okręgu Covasna i awansowało do 4 Ligi. W kolejnym sezonie drużyna zajęła 2. miejsce w 4 lidze, ze stratą 8 punktów od lokalnego rywala Viitorul Sfântu Gheorghe, ale w następnym roku (2013/14) Sepsi wygrał Ligę IV bez problemów i awansował po barażach do Ligi III.
Pierwszy sezon Ligi III dał 3. miejsce, a klub oficjalnie ogłosił plany awansu do ekstraklasy. W sezonie 2015/16 Sepsi wygrało Serię I  3 ligi i awansowało do Ligi II. Sezon 2016/17 przyniósł kolejny awans, tym razem historyczny do rumuńskiej ekstraklasy. Pierwszy raz najwyższy poziom rozgrywkowy pojawił się w okręgu Covasna. Sepsi notuje dalszy progres, w sezonie 2017/18 klub zajął 9 miejsce w 14 zespołowej ekstraklasie, w kolejnym sezonie dostał się do grupy mistrzowskiej kończąc na 6 miejscu. 
Klub należy do mniejszości węgierskiej w Rumunii. 

## Stadion

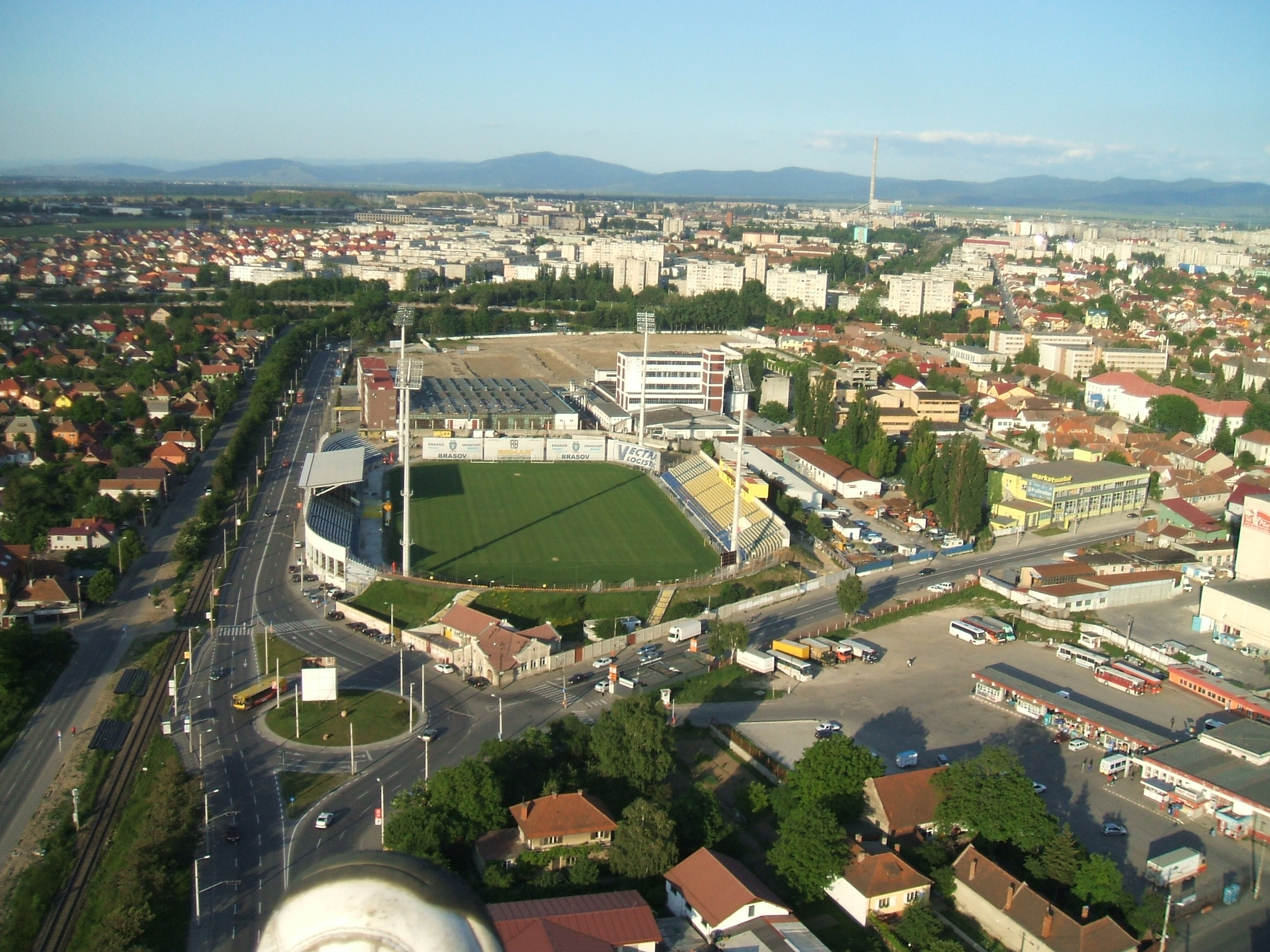
Stadion Silviu Ploeșteanu

Klub gra swoje mecze domowe na Stadionul Municipal w Sfântu Gheorghe, o pojemności 5000 miejsc.
Po awansie do Ligi I, Sepsi został zmuszony do przeniesienia się na Stadionul Silviu Ploeşteanu w Braszowie, ponieważ ich stadion nie spełnia warunków licencyjnych.

## Sukcesy

### Krajowe

#### Ligowe
- Liga II
  - Finalista (1): 2016-17
- Liga III
  - Zwycięzca (1): 2015-16
- Liga IV – Okręg Covasna
  - Zwycięzca (1): 2013-14
  - Finalista (1): 2012-13
- Liga V – Okręg Covasna
  - Zwycięzca (1): 2011-12

#### Pucharowe
- Puchar Rumunii
  - Zdobywca (2): 2021/22, 2022/23

## Obecny skład
Stan na 3 lipca 2025
| Nr | Poz. | Piłkarz               |
| -- | ---- | --------------------- |
| 3  | OB   | Florin Ștefan         |
| 4  | OB   | Denis Haruț (kapitan) |
| 6  | PO   | Nicolae Păun          |
| 8  | PO   | Giovani Ghimfuș       |
| 9  | NA   | Marius Coman          |
| 10 | PO   | Cosmin Matei          |
| 11 | NA   | Dimitri Oberlin       |
| 14 | OB   | Daniel Vereguț        |
| 17 | OB   | Darius Oroian         |
| 18 | PO   | Dávid Sigér           |
| 20 | PO   | Marian Drăghiceanu    |
| 21 | PO   | Denis Rența           |
| 23 | PO   | Hunor Batzula         |
| 25 | OB   | Bogdan Oteliță        |

| Nr | Poz. | Piłkarz           |
| -- | ---- | ----------------- |
| 27 | PO   | Davide Popsa      |
| 30 | PO   | Ákos Nistor       |
| 33 | BR   | Szilárd Gyenge    |
| 44 | OB   | Márk Tamás        |
| 77 | NA   | Mihajlo Nešković  |
| 91 | BR   | Hunor Gedő        |
|    | BR   | Mátyás Bartha     |
|    | OB   | Gabriel Mihoreanu |
|    | OB   | Joonas Tamm       |
|    | OB   | Alin Techereși    |
|    | OB   | Daniel Vîrtej     |
|    | PO   | Dino Skorup       |
|    | PO   | Raul Cantacuz     |
|    | PO   | Dani Iglesias     |
|    | PO   | Robert Silaghi    |

## Europejskie puchary
Legenda do wszystkich tabel:
- Q – runda eliminacyjna, 1/16, 1/8, 1/4, 1/2 – odpowiednia faza rozgrywek, Grupa – runda grupowa, 1r gr – pierwsza runda grupowa, 2r gr – druga runda grupowa, F – finał, R – runda, PO – play-off
- k. – rzuty karne, los. – losowanie, Dogr. – dogrywka, w. – zasada bramek strzelonych na wyjeździe

| Sezon   | Rozgrywki               | Runda | Klub             | Dom | Wyjazd | Ogólnie     |
| ------- | ----------------------- | ----- | ---------------- | --- | ------ | ----------- |
| 2021/22 | Liga Konferencji Europy | 2Q    | Spartak Trnawa   | 1–1 | 0–0    | 1–1, k: 3–4 |
| 2022/23 | Liga Konferencji Europy | 2Q    | Olimpija Lublana | 3–1 | 0–2    | 3–3, k: 4–2 |
| 2022/23 | Liga Konferencji Europy | 3Q    | Djurgårdens IF   | 1–3 | 1–3    | 2–6         |
| 2023/24 | Liga Konferencji Europy | 2Q    | CSKA Sofia       | 4–0 | 2–0    | 6–0         |
| 2023/24 | Liga Konferencji Europy | 3Q    | FK Aktöbe        | 1–1 | 1–0    | 2–1         |
| 2023/24 | Liga Konferencji Europy | PO    | Bodø/Glimt       | 2–2 | 2–3    | 4–5, Dogr.  |